# Beuroisia
Beuroisia is een geslacht van kreeftachtigen uit de klasse van de Malacostraca (hogere kreeftachtigen).

## Soorten
- Beuroisia duhameli Guinot & Richer de Forges, 1981
- Beuroisia major (Sakai, 1978)
- Beuroisia manquenei Guinot & Richer de Forges, 1981